# Polyidus (wijste van Lycië)
Polyeidos (Oudgrieks: Πολύειδος, gelatiniseerd Polyidus) was in de Griekse mythologie de wijste man in Lycië. Hij vertelde Bellerophon hoe hij Pegasus kon vinden en temmen, om zo de Chimaera te kunnen doden.
Op een dag was de zoon van koning Minos, Glaucus, met een muis aan het spelen, toen hij plotseling verdween. Zijn ouders gingen naar het Orakel van Delphi, die hun vertelde: "Een prachtig schepsel is onder u geboren: wie de ware gelijkenis vindt voor dit schepsel, zal ook het kind vinden."
Zij interpreteerden dit als verwijzing naar een pasgeboren kalf in de kudde van Minos. Drie keer per dag veranderde dit kalf van kleur: wit naar rood naar zwart. Polyidus zag de overeenkomst met het rijpen van het fruit van de moerbei (of mogelijk de braambes) en Minos zond hem weg om Glaucus te vinden.
Tijdens zijn zoektocht naar de jongen zag Polyidus een uil, die bijen verjoeg uit de wijnkelder van Minos' paleis.  In de wijnkelder was een honingvat, met de dode Glaucus erin. Minos eiste dat Glaucus weer naar het leven teruggebracht moest worden, hoewel Polyidus hiertegen protesteerde. Minos' aandrang was echter gerechtvaardigd, want het Orakel van Delphi had gezegd dat het kind zou leven. Minos sloot Polyidus op in de wijnkelder met een zwaard. Toen een slang verscheen, doodde Polyidus deze met dit zwaard. Een tweede slang kwam voor de eerste en toen hij de eerste slang dood zag liggen, ging hij vlug terug om even later met een kruid terug te komen, waarmee hij de eerste slang weer tot leven wekte. Polyidus volgde dit voorbeeld en gebruikte het kruid om zo Glaucus weer op te wekken.
Minos liet Polyidus niet van Kreta vertrekken totdat hij Glaucus de kunst van het waarzeggen zou hebben geleerd. Polyidus deed dat, maar vlak voordat hij vertrok vroeg hij Glaucus om in zijn mond te spuwen. Glaucus deed dat, en vergat daardoor alles wat hij had geleerd.
Het verhaal van Polyidus en Glaucus was het onderwerp van een verloren gegaan toneelstuk, dat wordt toegeschreven aan Euripides.